# Польське Ардашево
Польське Арда́шево (рос. Польское Ардашево, ерз. Ордаж) — присілок у складі Темниковського району Мордовії, Росія. Входить до складу Бабеєвського сільського поселення.
Населення — 107 осіб (2010; 154 у 2002).
Національний склад (станом на 2002 рік):
- мордва — 99 %